# 叉燒包

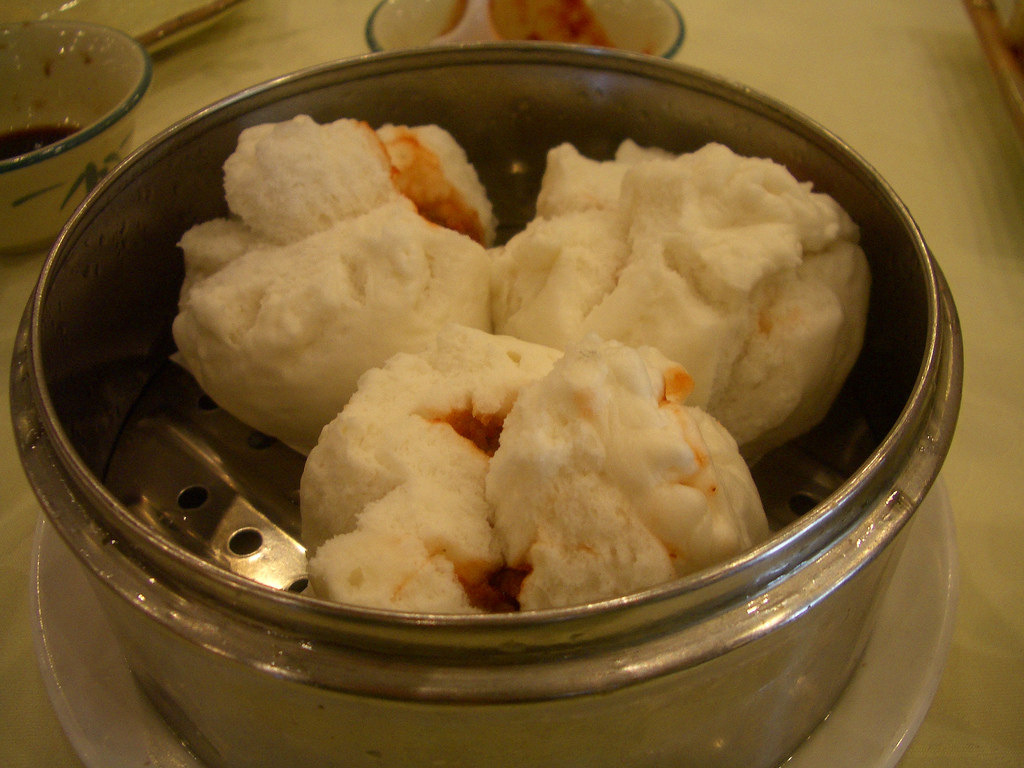
叉燒包

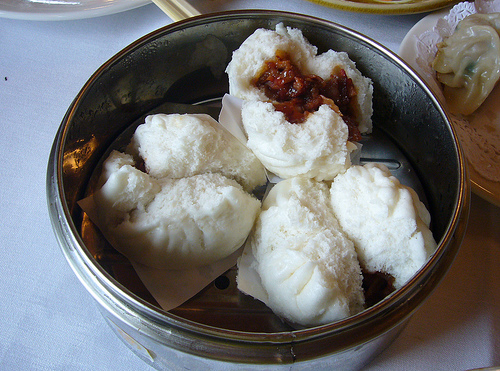
叉燒包

叉燒包是香港、澳門以至廣東具代表性的粤式點心之一。以切成小塊的叉燒，加入蠔油等調味成為餡料，外面以麪粉包裹，放在蒸籠內蒸熟而成。叉燒包一般大小為直徑5公分（1.97英吋）左右，一籠通常為三或四個。好的叉燒包採用肥瘦適中的叉燒作餡，包皮蒸熟後軟滑剛好，稍為裂開露出叉燒餡料，滲發出陣陣叉燒的香味。又有一說傳統叉燒包的標準要求是「高身雀籠型，大肚收篤，爆口而僅微微露餡」。在夏威夷，叉烧包被称作Manapua，是夏威夷语mea ʻono puaʻa（意为“美味的猪肉食品”）的缩写，在美屬薩摩亞则被称为Keke pua'a。香港另外還有「雪影叉燒包」及「雪山叉燒包」的版本，將原本的蒸制改為烘烤而成。

## 餡料及趣聞
叉燒包的餡料主要是切碎的叉燒及叉燒醬，除了選用的叉燒品質，各家店鋪使用的叉燒醬對成品的味道有影響，也因為叉燒包的叉燒已經切碎及經過調味，所以食客難以知悉叉燒包的紅色肉餡的肉類來歷，例如使用賣剩的叉燒，也因為餡料成分的不明來歷，故此叉燒包成為恐怖片的題材。

## 瑣事
在粵語使用者群體裏，由於Internet Explorer瀏覽器在圖片無法顯示的時候，會顯示紅色交叉圖案代替，狀似叉燒包的頂端，因此這種失效的圖片也被戲稱為「叉燒包」（即使用户用的可能不是 Internet Explorer）。

## 資料出處
1. ^ 引自《信報》2006年5月9日《飲情食趣》專欄，作者唯靈，香港知名權威食評家。

1. ↑  . Wanderly.   [2022-12-26]. （原始内容存档于2022-12-26）.
2. ↑  . Yahoo新聞. 2020-09-25  [2022-12-26]. （原始内容存档于2022-12-26）.
3. ↑  . TVBS. 2016-05-16  [2022-12-26]. （原始内容存档于2022-12-26）.
4. ↑  . 明報月刊. 2021-08-26  [2022-12-26]. （原始内容存档于2022-12-26）.
5. ↑  . 聚餐网.   [2020-06-21]. （原始内容存档于2020-06-21）.